# Federation of British Artists
La Federation of British Artists (FBA) se compose de neuf sociétés artistiques et est basée à la Mall Galleries de Londres où les sociétés y organisent leurs expositions annuelles. Ces sociétés représentent des artistes vivants travaillant au Royaume-Uni et pratiquant un art figuratif contemporain. Le but de la Mall Galleries est de « promouvoir, inspirer et éduquer le public sur les arts visuels ».

## Statuts et fonctionnement
La FBA est un organisme de bienfaisance créé en 1961.
Le FBA compte plus de 500 artistes-membres qui exposent régulièrement leurs œuvres en public. En plus des sociétés membres, d'autres sociétés et artistes exposent aussi à la Mall Galleries. Plus de 100 prix et récompenses sont décernés chaque année par les sociétés.
La FBA possède également des commissions départementales et des amicales. Le département de l'éducation pilote un programme scolaire, comprenant des ateliers pour les élèves du primaire et du secondaire.
Les projets de la FBA comprennent une école de dessin et des cours d'été dirigé par le New English Art Club ainsi que la Hesketh Hubbard Art Society (en), la plus grande société de dessin à Londres, dont les membres se réunissent pour pratiquer le modèle vivant.

## Sociétés de la FBA
- Royal Institute of Painters in Water Colours (en) ;
- Royal Society of British Artists ;
- Royal Society of Marine Artists ;
- Royal Society of Portrait Painters ;
- Royal Institute of Oil Painters ;
- New English Art Club ;
- The Pastel Society ;
- Society of Wildlife Artists ;
- Hesketh Hubbard Art Society.

## Autres sociétés exposantes
D'autres sociétés ont exposé à la Mall Galleries :
- Armed Forces Art Society ;
- East Anglian Group of Marine Artists ;
- The Guild of Aviation Artists ;
- Society of Equestrian Artists ;
- The Royal Society of Miniature Painters, Sculptors and Gravers ;
- The Society of Women Artists ;
- The Society for Art of Imagination ;
- The Wapping Group of Artists.

## Prix
Les prix décernés par la FBA comprennent :
- The Singer & Friedlander/Sunday Times Water Colour competition ;
- ING Discerning Eye ;
- The Threadneedle Prize for painting and sculpture ;
- Originals contemporary printmaking show.